# Pulaski County, Missouri
Pulaski County är ett administrativt område i delstaten Missouri, USA, med 52 274 invånare. Den administrativa huvudorten (county seat) är Waynesville.
Fort Leonard Wood är belägen i countyt.

## Geografi
Enligt United States Census Bureau så har countyt en total area på 1 427 km². 1 417 km² av den arean är land och 10 km² är vatten.    

### Angränsande countyn
- Miller County - nordväst
- Maries County - nordost
- Phelps County - öst
- Texas County - söder
- Laclede County - sydväst
- Camden County - väst